# Campionati europei di atletica leggera 2024 - 3000 metri siepi maschili
La specialità dei 3000 metri siepi maschili ai campionati europei di atletica leggera 2024 si è svolta tra l'8 e l'11 giugno allo Stadio Olimpico di Roma, in Italia.

## Podio
| Pos.    | Atleta          | Nazionalità | Tempo    | Note |
| ------- | --------------- | ----------- | -------- | ---- |
| Oro     | Alexis Miellet  | Francia     | 8'14"01  |      |
| Argento | Djilali Bedrani | Francia     | '8'14"34 |      |
| Bronzo  | Karl Bebendorf  | Germania    | '8'14"41 |      |

## Situazione pre-gara

### Record
Prima di questa competizione, il record del mondo (RM), il record europeo (EU) ed il record dei campionati (RC) erano i seguenti:
| Record                | Prestazione | Atleta                              | Data                               | Competizione                          |
| --------------------- | ----------- | ----------------------------------- | ---------------------------------- | ------------------------------------- |
| Record mondiale       | 7'52"11     | Lamecha Girma Etiopia               | 9 giugno 2023 Parigi, Francia      | Meeting de Paris 2023, Diamond League |
| Record europeo        | 8'00"09     | Mahiedine Mekhissi-Benabbad Francia | 6 luglio 2013 Saint-Denis, Francia | Meeting Areva, Diamond League         |
| Record dei campionati | 8'07"87     | Mahiedine Mekhissi-Benabbad Francia | 1 agosto 2010 Barcellona, Spagna   | Europei 2010                          |

### Campione in carica
Il campione europeo in carica era:
| Campione | Atleta                  | Prestazione | Data                                       | Competizione |
| -------- | ----------------------- | ----------- | ------------------------------------------ | ------------ |
| Europeo  | Topi Raitanen Finlandia | 8'21"80     | 19 agosto 2022 Monaco di Baviera, Germania | Europei 2022 |

### La stagione
Prima di questa gara, gli atleti europei con le migliori tre prestazioni dell'anno erano:
| Pos. | Atleta                  | Prestazione | Data                              |
| ---- | ----------------------- | ----------- | --------------------------------- |
| 1    | Daniel Arce Spagna      | 8:12.26     | 19 maggio 2024 Marrakech, Marocco |
| 2    | Louis Gilavert Francia  | 8'13"47     | 22 maggio 2024 Marsiglia, Francia |
| 3    | Djilali Bedrani Francia | 8'13"73     | 19 maggio 2024 Marrakech, Marocco |

## Programma
Tutti gli orari sono UTC+2
| Data           | Ora   | Turno      |
| -------------- | ----- | ---------- |
| 8 giugno 2024  | 10:11 | Semifinali |
| 10 giugno 2024 | 22:00 | Finale     |

## Risultati
I primi 8 di ogni batteria (Q) si qualificano alla finale.

### Batterie
| Pos. | Batteria | Nome               | Nazionalità   | Tempo   | Note                                     |
| ---- | -------- | ------------------ | ------------- | ------- | ---------------------------------------- |
| 1    | 2        | Daniel Arce        | Spagna        | 8'21"46 | Q                                        |
| 2    | 2        | Frederik Ruppert   | Germania      | 8'21"49 | Q                                        |
| 3    | 2        | Alexis Miellet     | Francia       | 8'22"19 | Q                                        |
| 4    | 2        | Vidar Johansson    | Svezia        | 8'22"21 | Q                                        |
| 5    | 2        | Topi Raitanen      | Finlandia     | 8'22"42 | Q                                        |
| 6    | 2        | Nahuel Carabaña    | Andorra       | 8'22"44 | Q                                        |
| 7    | 2        | Emil Blomberg      | Svezia        | 8'22"85 | Q                                        |
| 8    | 2        | Tomáš Habarta      | Rep. Ceca     | 8'23"96 | Q                                        |
| 9    | 2        | Fredrik Sandvik    | Norvegia      | 8'28"47 | Miglior prestazione personale stagionale |
| 10   | 2        | Zak Seddon         | Gran Bretagna | 8'28"50 |                                          |
| 11   | 2        | Ruben Querinjean   | Lussemburgo   | 8'29"07 |                                          |
| 12   | 2        | Ala Zoghlami       | Italia        | 8'31"88 |                                          |
| 13   | 1        | Djilali Bedrani    | Francia       | 8'33"63 | Q                                        |
| 14   | 1        | Velten Schneider   | Germania      | 8'34"00 | Q                                        |
| 15   | 1        | Nicolas-Marie Daru | Francia       | 8'34"03 | Q                                        |
| 16   | 1        | Yassin Bouih       | Italia        | 8'34"06 | Q                                        |
| 17   | 1        | Karl Bebendorf     | Germania      | 8'34"11 | Q                                        |
| 18   | 1        | Damián Vích        | Rep. Ceca     | 8'34"27 | Q                                        |
| 19   | 1        | Osama Zoghlami     | Italia        | 8'34"31 | Q                                        |
| 20   | 1        | Mark Pearce        | Gran Bretagna | 8'34"46 | Q                                        |
| 21   | 1        | Simon Sundström    | Svezia        | 8'34"59 |                                          |
| 22   | 2        | Michael Curti      | Svizzera      | 8'35"34 |                                          |
| 23   | 1        | Jacob Boutera      | Norvegia      | 8'38"22 |                                          |
| 24   | 1        | Ole Hesselbjerg    | Danimarca     | 8'38"99 |                                          |
| 25   | 1        | Tom Erling Kårbø   | Norvegia      | 8'39"99 |                                          |
| 26   | 1        | Tobias Rattinger   | Austria       | 8'44"60 |                                          |
| 27   | 1        | Alejandro Quijada  | Spagna        | 8'46"70 |                                          |
| 28   | 1        | István Palkovits   | Ungheria      | 8'47"32 |                                          |
| 29   | 2        | Etson Barros       | Portogallo    | 8'55"32 |                                          |
| 30   | 2        | Abdullah Tuğluk    | Turchia       | 8'56"54 |                                          |
|      | 1        | Clément Deflandre  | Belgio        | dnf     |                                          |
|      | 1        | Rémi Schyns        | Belgio        | dnf     |                                          |
|      | 2        | Tim van de Velde   | Belgio        | dnf     |                                          |
|      | 2        | Fernando Carro     | Spagna        | dnf     |                                          |

### Finale[2]
| Pos. | Nome               | Nazionalità   | Tempo   | Note                                                                                     |
| ---- | ------------------ | ------------- | ------- | ---------------------------------------------------------------------------------------- |
|      | Alexis Miellet     | Francia       | 8'14"01 | Miglior prestazione personale                                                            |
|      | Djilali Bedrani    | Francia       | 8'14"36 |                                                                                          |
|      | Karl Bebendorf     | Germania      | 8'14"41 | Miglior prestazione personale                                                            |
| 4    | Frederik Ruppert   | Germania      | 8'15"08 | Miglior prestazione personale                                                            |
| 5    | Daniel Arce        | Spagna        | 8'16"70 |                                                                                          |
| 6    | Nicolas-Marie Daru | Francia       | 8'19"42 |                                                                                          |
| 7    | Nahuel Carabaña    | Andorra       | 8'21"08 |                                                                                          |
| 8    | Osama Zoghlami     | Italia        | 8'21"09 |                                                                                          |
| 9    | Vidar Johansson    | Svezia        | 8'21"54 |                                                                                          |
| 10   | Tomáš Habarta      | Rep. Ceca     | 8'21"83 | Miglior prestazione nazionale under 23 · Miglior prestazione europea stagionale under 23 |
| 11   | Emil Blomberg      | Svezia        | 8'22"92 |                                                                                          |
| 12   | Damián Vích        | Rep. Ceca     | 8'22"95 | Miglior prestazione personale                                                            |
| 13   | Mark Pearce        | Gran Bretagna | 8'26"92 |                                                                                          |
| 14   | Yassin Bouih       | Italia        | 8'27"29 |                                                                                          |
| 15   | Topi Raitanen      | Finlandia     | 8'32"37 |                                                                                          |
| 16   | Velten Schneider   | Germania      | 8'38"73 |                                                                                          |